# Cantón de Olonzac
El cantón de Olonzac era una división administrativa francesa, que estaba situada en el departamento de Hérault y la región de Languedoc-Rosellón.

## Composición
El cantón estaba formado por trece comunas:
- Aigne
- Azillanet
- Beaufort
- Cassagnoles
- Cesseras
- Félines-Minervois
- Ferrals-les-Montagnes
- La Caunette
- La Livinière
- Minerve
- Olonzac
- Oupia
- Siran

## Supresión del cantón de Olonzac
En aplicación del Decreto nº 2014-258 de 26 de febrero de 2014, el cantón de Olonzac fue suprimido el 22 de marzo de 2015 y sus 13 comunas pasaron a formar parte del nuevo cantón de Saint-Pons-de-Thomières.